# 팔라친카

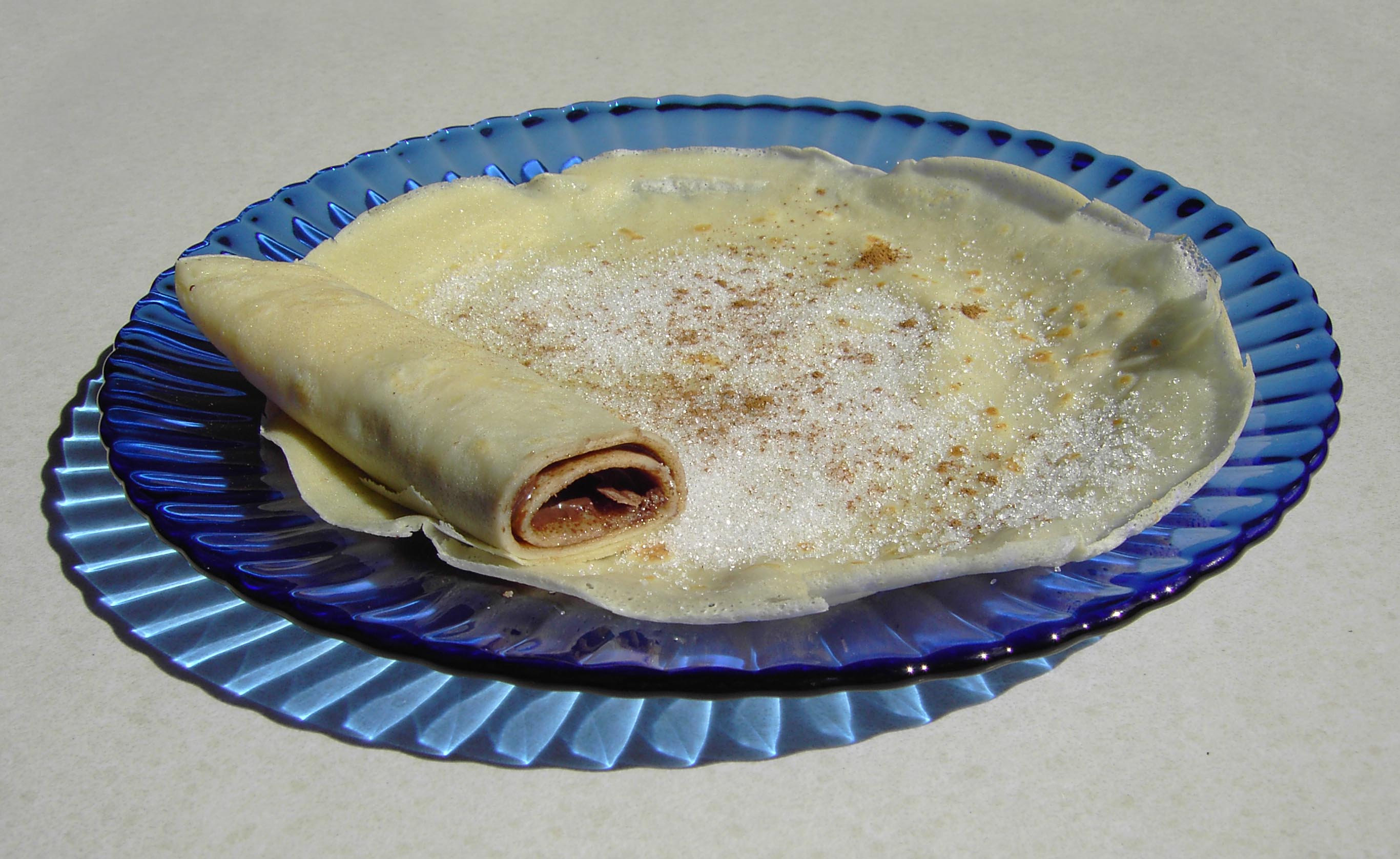

팔라친카는 중부 및 동부 유럽에서 흔히 볼 수 있는 얇은 크레프 모양의 팬케이크이다.

## 종류

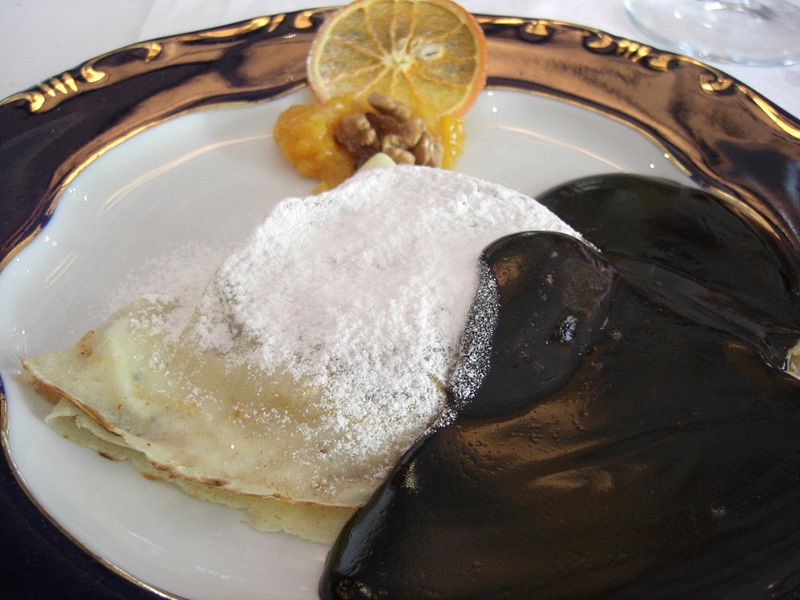

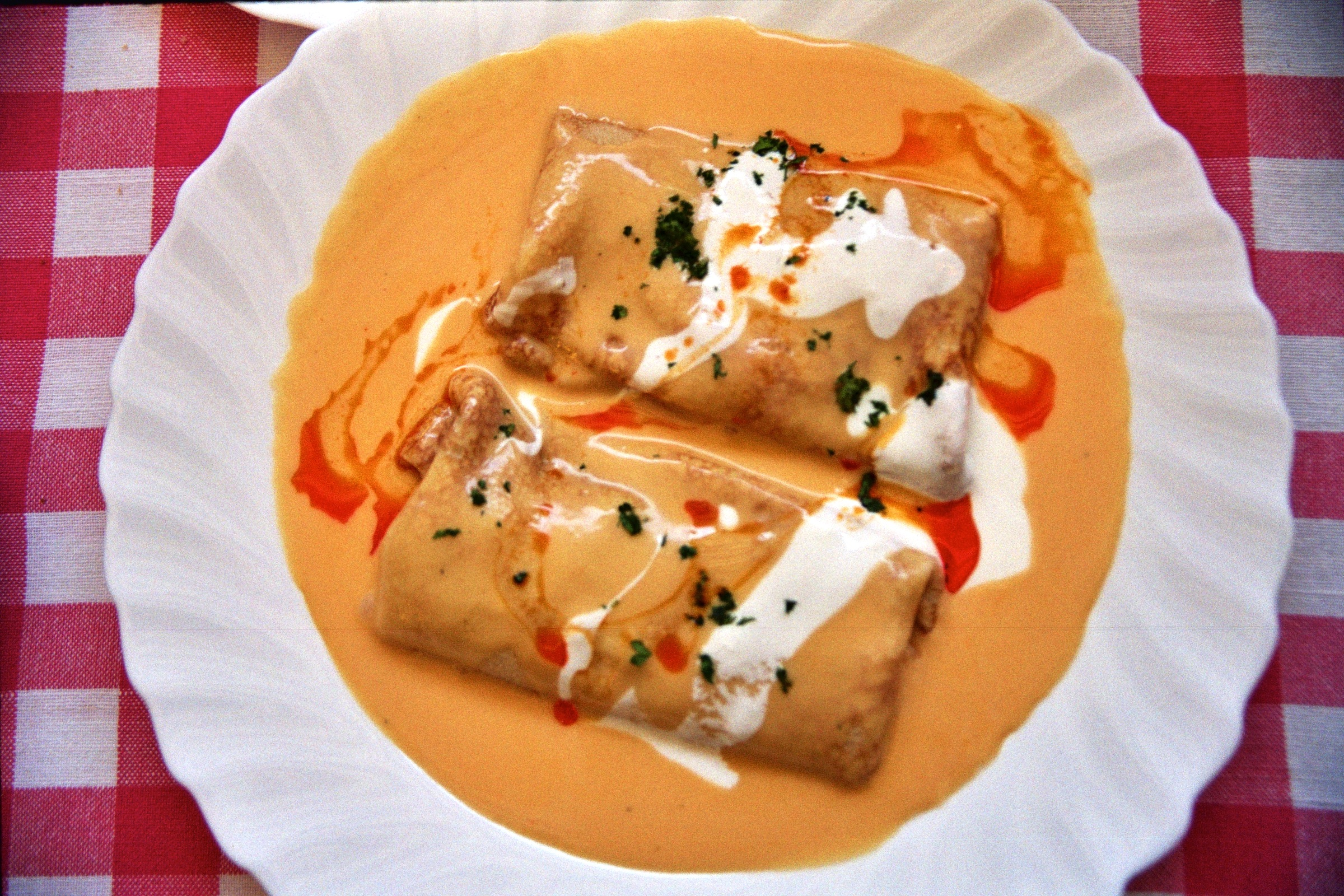

중부 유럽 팔라친카는 프랑스 크레프와 비슷한 팬케이크이다. 크레프와는 달리 팔라친카는 혼합물을 즉시 사용할 수 있다. 팔라친카는 계란, 밀가루, 우유, 소금 등으로 덩어리를 만들고 버터나 기름으로 냄비에 볶아서 만든다. 두꺼운 종류의 팬케이크와 달리, 팔라친카는 일반적으로 다양한 내용물과 함께 제공되며 점심 또는 저녁식사때 먹는다.
팔라친카는 전통적으로 살구, 딸기, 자두 잼으로 절이며 제과 설탕과 함께 절인다.

## 같이 보기
- 블리니
- 카이저슈마렌